# Heinz Imboden
Heinz Imboden (* 4. Januar 1962 in Bleienbach) ist ein ehemaliger Schweizer Radrennfahrer.

## Laufbahn
1983 wurde Heinz Imboden Schweizer Meister der Amateure im Strassenrennen. Im selben Jahr errang er mit dem Team der Schweiz (Benno Wiss, Othmar Häfliger und Daniel Heggli) bei der Strassen-WM im heimischen Altenrhein die Silbermedaille im Mannschaftszeitfahren. 1983 startete er auch im Strassenrennen der WM und wurde als 37. klassiert. 1984 startete er im  Strassenrennen der Olympischen Sommerspiele in Los Angeles, platzierte sich jedoch nicht. Im selben Jahr gewann er den Circuit des Ardennes.
Von 1985 bis 1996 war Imboden Profi. 1985 belegte er den dritten Platz bei der Schweizer Meisterschaft im Strassenrennen, 1986 gewann er den Grand Prix Guillaume Tell und die Leimentalrundfahrt. Bei zahlreichen Rennen belegte er Plätze unter den ersten Zehn; 1989 gewann er den Giro del Lago Maggiore, 1991 den Grote Prijs Beeckman-De Caluwé und 1995 den Giro del Trentino. Dreimal startete er bei der Tour de France. Bei der Tour de Suisse 1991 gewann er zwei Etappen (die erste und die dritte), bei der Tour de Suisse 1992 wurde er Zehnter, und 1994 belegte er den vierten Platz in der Gesamtwertung der Schweizer Rundfahrt.
Heute führt Heinz Imboden in Spiez eine Firma für den Bau von Holzhäusern.

## Ehrungen
1983 wurde Heinz Imboden gemeinsam mit Wiss, Häfliger und Heggli nach ihrem zweiten Platz bei der Strassen-WM zur Schweizer Mannschaft des Jahres gewählt.